# Loquios
Para el género de plantas, véanse Lochia y Aristolochia

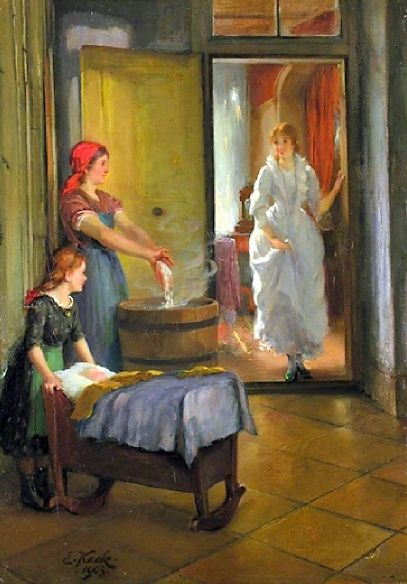
Puerperio, óleo por Emil Keck.

En obstetricia, los loquios o lochia es el término que se le da a una secreción vaginal normal durante el puerperio, es decir, después del parto, que contiene sangre, moco y tejido placentario. El flujo de loquios continúa, típicamente, por 4 a 6 semanas y progresa por tres estadios o etapas. Por lo general, es una secreción que huele similar al olor del flujo menstrual. Un olor fétido de los loquios puede indicar una posible infección -como una endometritis- y debe ser reportado a un profesional de salud. Al momento de analizar el loquios hay que tener en cuenta 3 cosas, el olor, el color y el volumen.

## Tipos
- Lochia rubra, es el primer flujo después del parto, de color rojizo por la presencia de sangre y, por lo general, no dura más de 3 a 5 días después del alumbramiento. Puede fluir continuamente o por intervalos y puede que contenga coágulos, en especial si la nueva madre ha estado acostada por un tiempo.[3]

- Lochia serosa, le continua a la lochia rubra, es menos espesa y cambia a un color pardo, marrón claro o rosado. Contiene un exudado seroso de eritrocitos, leucocitos y moco cervical. Esta etapa continúa hasta el décimo día después del parto.

- Lochia alba, comienza cuando el flujo se vuelve blanquecino o amarillento claro. Típicamente dura hasta la tercera o sexta semana después del parto. Contiene menos glóbulos rojos y está compuesto casi totalmente de glóbulos blancos, células epiteliales, colesterol, grasas y moco.